# Surena
El general Surena (84 a. C.-52 a. C.), ocasionalmente llamado Rustaham Suren por algunos historiadores modernos, fue un célebre comandante armenio-parto de caballería que sirvió al rey del Imperio parto perteneciente a la dinastía arsácida, Orodes II de Partia (57 a. C.-38 a. C.). 
Según Plutarco, Surena era un hombre muy distinguido gracias a su riqueza y su nacimiento en el seno de una noble familia armenia. Hombre de gran coraje y habilidades militares, no tenía igual dentro de las fronteras del Imperio parto, y en altura y belleza, no tenía comparación entre sus contemporáneos. Según Plutarco, Surena poseía una cantidad ingente de esclavos en su ejército, lo que nos da una idea de la gran riqueza del general parto.
En el 54 a. C. Surena mandó las tropas de Orodes II que asediaron Seleucia del Tigris. La sucesión dinástica del Imperio parto estaba en juego en esa batalla, y Surena venció al hermano de Orodes, Mitrídates III, contribuyendo decisivamente en el establecimiento de Orodes en el trono parto.
En el 53 a. C., una expedición mandada por el general romano Marco Licinio Craso penetró en el territorio oriental del Imperio parto, alarmando a Orodes II, que envió a Surena para combatirlos. Ese mismo año los dos ejércitos se enfrentaron en la Batalla de Carras, en la que Craso fue totalmente derrotado, preso y ejecutado, obligado a tragar oro fundido. La victoria de Surena se debió principalmente a la baja moral de las tropas romanas, las cuales habían penetrado en tierras desconocidas y ajenas a su experiencia en combate. El equipo militar superior de los partos, además, les permitió vencer a pesar de su inferioridad numérica.
Aunque la dimensión de su hazaña causó una gran impresión entre los pueblos de Oriente, esto no causó ningún cambio en el equilibrio de poder de la zona. A pesar de la gran victoria del general, el rey Orodes II, viendo el aumento de su influencia y sintiéndose amenazado, lo hizo matar en el 52 a. C..
El historiador Adrian Bivar teorizaba que pudo inspirar la historia del personaje de Rustam en el Shāhnāmé, «El libro de los reyes».

### Clásica
De las obras antiguas, los libros son citados con números romanos y capítulos y/o párrafos con indios. Entre paréntesis aparecen los apellidos de los traductores de las ediciones usadas con el año correspondiente y las páginas citadas.
- Ferdousí. Shāhnāmé. Véase en Davis, Dick (2006). Shahnameh: The Persian Book of Kings (en inglés). Nueva York: Viking Penguin. ISBN 0-670-03485-1.
- Plutarco. Vida de Craso, parte de Vidas paralelas. Véase en Perrin, Bernadotte (1916). Plutarch's Lives (en inglés) III. Cambridge: Harvard University Press. Versión en español en Imperium.

### Moderna
- Bivar, Adrian David Hugh (1983). «The Political History of Iran under the Arsacids». Cambridge History of Iran (en inglés) III (Parte 1). Londres: Cambridge University Press. pp. 21-100.
- Bivar, Adrian David Hugh (2002). «Gondophares». Encyclopaedia Iranica (en inglés) (Costa Mesa: Mazda) XI (2): 135-136.
- Lendering, Jona (2002). Surena (en inglés). Amsterdam: Livius.
- Schippmann, K. (1987). «Arsacid ii: The Arsacid Dynasty». Encyclopaedia Iranica (en inglés) (Nueva York: Routledge & Kegan Paul) II (5): 525-536.
- Perikanian, A. (1983). «Iranian Society and Law». Cambridge History of Iran (en inglés) III (Parte 2). Londres: Cambridge University Press. pp. 627-681.
- Pourshariati, Parvaneh (2008). Decline and Fall of the Sasanian Empire: The Sasanian-Parthian Confederacy and the Arab Conquest of Iran (en inglés). Nueva York: Tauris. ISBN 9781845116453.